# Sancocho dominicano
El sancocho dominicano es una sopa de carnes, tubérculos, verduras y condimentos que se mezclan para formar un espeso caldo. Se acompaña con arroz.

## Generalidades
En República Dominicana hay una gran variedad de sancochos, aunque todos parten de la misma base; al igual que los sancochos de otros países del Caribe, es una sopa espesa con todo tipo de tubérculos, legumbres y carnes disponibles.
A la hora de su producción en la olla del sancocho dominicano cabe todo, el mismo sólo se limita por la imaginación de sus cocineros. Para el dominicano el sancocho es muy importante en la gastronomía Dominicana.

## Variaciones del Sancocho dominicano

### Sancocho Blanco
Es mayormente compuesto de aves, generalmente pollo únicamente y consta de poco color.

### Sancocho de las Siete Carnes
Este lleva diversas carnes de ave como el pollo, la denominada Gallina Criolla, Gallina de Guinea, Carne de Cerdo, Carne de Res, en algunos lugares Carne de Chivo y primordialmente las demás son variaciones de las primeras pero ahumadas o embutidas como las chuletas de cerdo ahumadas, las costillas ahumadas, longaniza de cerdo, etc. Dentro de las leyendas urbanas y rurales se menciona a menudo que contenía carne de Carey o Tortuga Verde de Mar y hasta Carne de Manatí. Estas últimas prohibidas hace muchos años por vedas de bioconservación.

### Otros tipos
Otras adiciones y variaciones se deben a los tipos de carnes y condimentos únicos que van desde los bollitos de plátano verde rayado, bollitos de harina de trigo, bollos de Guayiga (tubérculo de la región Sur, primordialemte San Cristóbal y Palenque que se elabora de manera especial para quitarle la toxicidad) entre otros tubérculos que varían según la región.

### El sancocho prieto
Toma su color por la adición del plátano verde, el plátano rulo y guineos tiernos los cuales aportan este color con su mancha, junto a los demás condimentos yuca, yautía (morada, blanca y amarilla, ñame, papa, orégano, cilantro, ají, carne pre-cocida o sofrita, chivo, cerdo, res, gallina, pato, pavo.

### El sancocho de guandules verdes o de habichuela
Entre los sancochos más favorecidos se encuentran los sancochos de granos, principalmente de habichuelas (frijoles) rojas y de guandules verdes. La preparación de los mismos es prácticamente igual, pero se hacen con una base del grano en cuestión guisado o al menos ablandado previamente.